# رویه پهلویی
رویهٔ پهلویی یا سطح جانبی (در انگلیسی: lateral surface) به نما یا رویهٔ یک جسم جامد (توپر) در پیرامونش را می‌گویند. این هر نما یا رویه‌ای به جز پایه و کف را شامل می‌شود.